# 美浜発電所

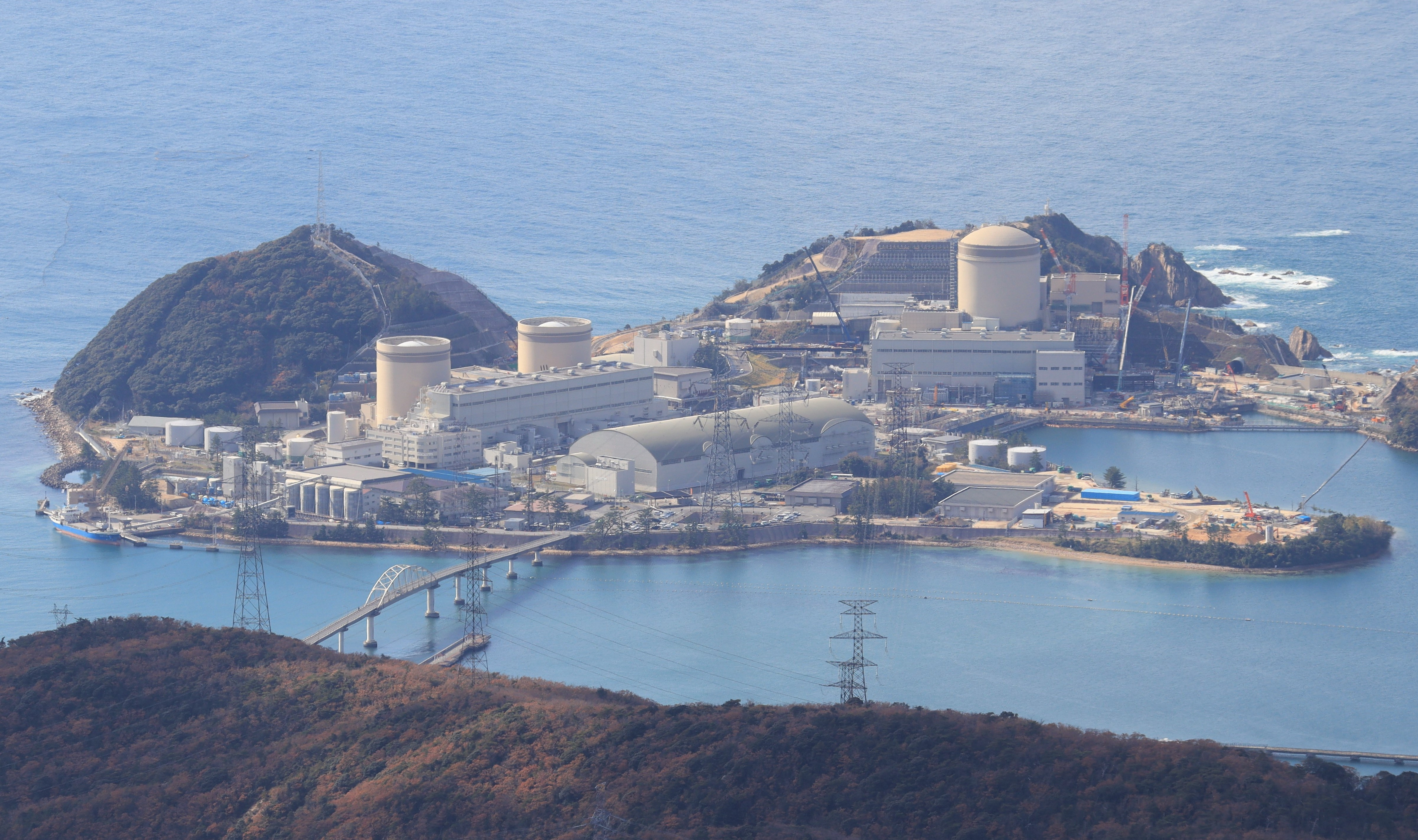
美浜発電所と丹生大橋（2019年11月）

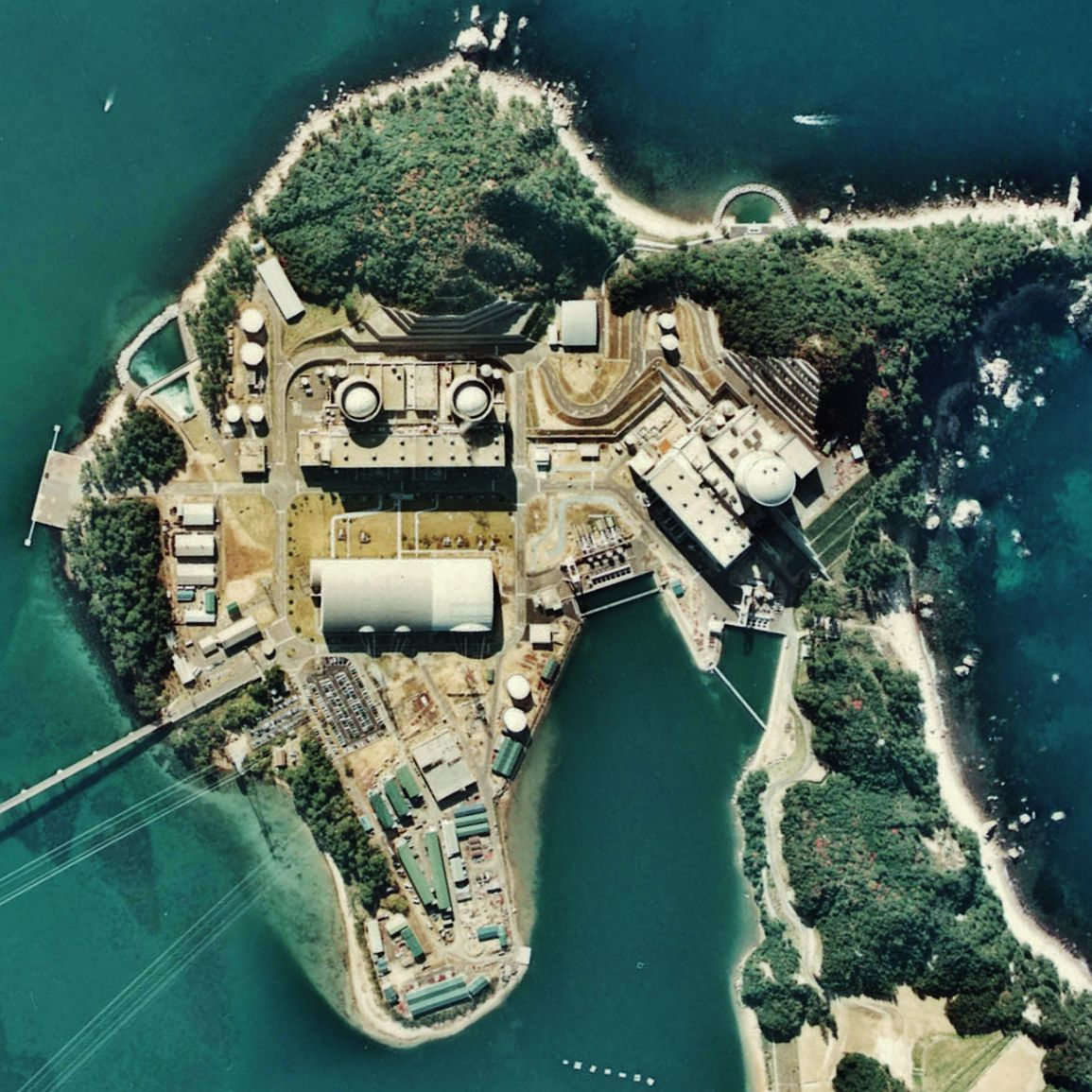
美浜発電所（1975年）

美浜発電所（みはまはつでんしょ）は、福井県三方郡美浜町丹生に所在する関西電力原子力事業本部の原子力発電所。1号機及び2号機は廃炉作業中。3号機は40年超え原発として福島事故後の新規制基準のもとで全国ではじめて再稼働した。出力82.6万kW。（1 - 3号機の合計出力は166.6万kWであった。）

## 施設概要
若狭湾に面する敦賀半島の西部に位置しており、日本の電力会社として初めて開設した原子力発電所である。
発電所に向かう丹生大橋の入り口に、発電所のPR施設「美浜原子力PRセンター」がある。また、発電所施設内には樹齢300年を超える黒松の「根上りの松」（ねあがりのまつ）があり、日本の白砂青松100選に選ばれている。
近くには、丹生海水浴場、水晶浜海水浴場、ダイヤモンドビーチなどの海水浴場がある。

## 沿革
関西電力は、原子力発電所の設置を広大な敷地が確保できる点や自然災害が少ないなど、候補地を日本海側は能登半島から丹後半島、太平洋側は紀伊半島を選定していた。その中で、関西電力は1961年10月、敦賀半島の敦賀市浦底地区と美浜町丹生地区の2か所を調査地点に選定した。翌年の1962年11月に、調査対象地点の1つである丹生地区で発電所の開発が進められることになった。
- 1965年1月4日 - 社内に「建設推進会議」を設置する[7]。
- 1967年
  - 5月16日 - 着工式を挙行[8]。
  - 8月21日 - 1号機が着工する[9]。関西電力の当時の社長であった芦原義重が陣頭指揮を取り、「万国博覧会に原子の灯」が合言葉だった。
- 1968年
  - 10月24日 - 2号機の起工式[10]。
  - 12月19日 - 2号機が着工する[11]。
- 1970年
  - 7月29日 - 1号機、臨界に達する[12]。
  - 8月8日 - 大阪府吹田市で開催されていた日本万国博覧会の会場に約1万kwを試送電し、会場内の電光掲示板に送電されたことが表示された[13][14]。
  - 11月28日 - 1号機、日本の電力会社として初めて原子力炉の営業運転を開始する[15]。
- 1991年2月9日 - 2号機、蒸気発生器細管破断事故が発生する[16]。
- 2004年8月 - 3号機、二次系配管破損事故が発生する。
- 2010年11月 - 1号機、運転開始から40年を経過する。
- 2015年3月17日 - 関西電力が1号機と2号機の廃炉を決定し、福井県に通知する[17]。
- 2015年4月27日 - 1号機と2号機が法的に正式に廃炉される[18]。
- 2021年4月28日 - 県知事の杉本達治が3号機の再稼働に同意する[19]。7月3日原子炉起動、7月30日営業運転開始。
- 2021年10月23日 - 3号機が特定重大事故等対処施設（いわゆるテロ対策施設）が完成していないため、同施設設置期限である10月25日までに運転を停止することになる[20]。
- 2022年9月26日 - 3号機が調整運転を経て本格運転を再開した[21]。

## 発電設備
| 番号  | 原子炉形式          | 主契約者           | 定格電気出力 | 定格熱出力 | 運転開始日     | 設備利用率 （2009年度） | 現況                           |
| ----- | ------------------- | ------------------ | ------------ | ---------- | -------------- | ----------------------- | ------------------------------ |
| 1号機 | 加圧水型軽水炉(PWR) | WH、三菱原子力工業 | 34万kW       | 103.1万kW  | 1970年11月28日 | 73.7%                   | 廃炉作業中（2045年度完了予定） |
| 2号機 | 加圧水型軽水炉(PWR) | 三菱原子力工業     | 50万kW       | 145.6万kW  | 1972年7月25日  | 72.8%                   | 廃炉作業中（2045年度完了予定） |
| 3号機 | 加圧水型軽水炉(PWR) | 三菱商事           | 82.6万kW     | 244万kW    | 1976年12月1日  | 75.2%                   | 運転中                         |

1、2号機の後継機の建設を計画中。

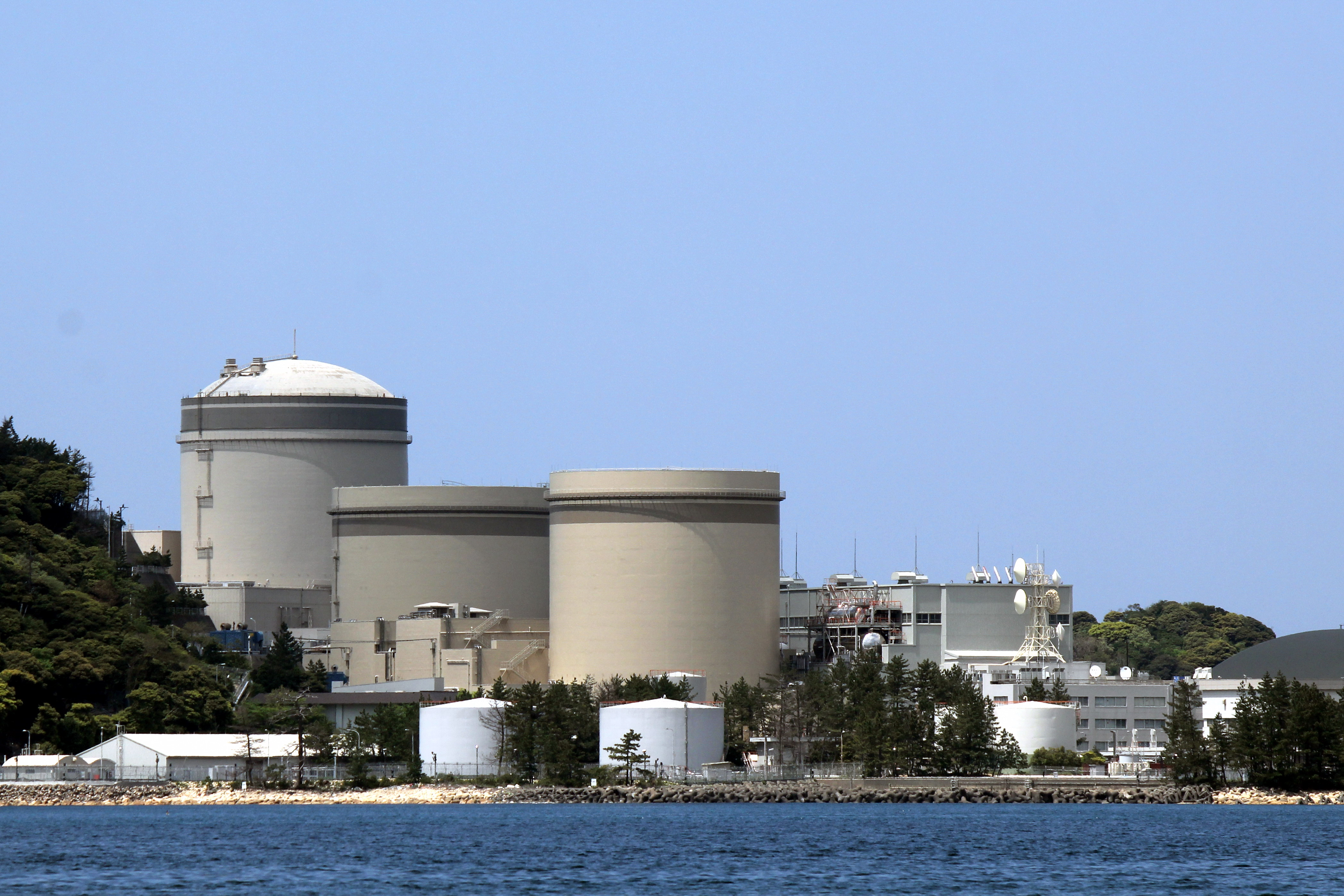
美浜発電所（水晶浜より撮影、2015年4月） 写真右側は1号機。
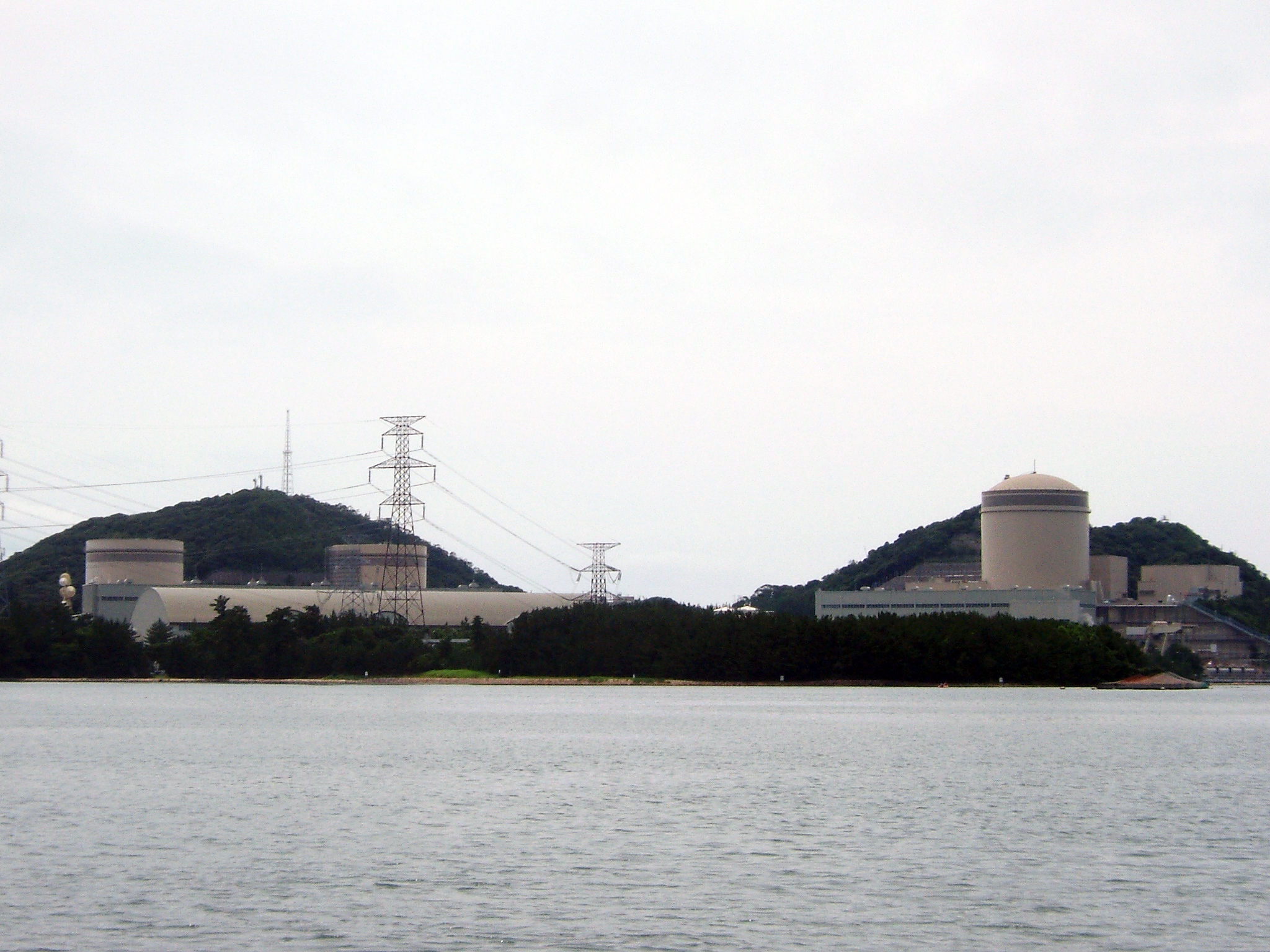
美浜発電所（美浜町丹生漁港より撮影、2009年7月） 写真右側は3号機。

## 過去の主なトラブル
- 1972年6月15日
  - 美浜1号機において蒸気発生器の水漏れで運転停止[24]。同年8月11日には、2号機が主変圧器の故障で発電停止となった。2号機は同年8月28日に応急復旧運転を再開し、同年12月9日には1号機も蒸気発生器細管111本に盲栓をした上で運転を再開した[25]。
- 1973年3月（日付不明）
  - 美浜1号機において第三領域の核燃料棒が折損する事故が発生した。しかしこの事故は当初外部には明らかにされず、関西電力は秘密裏に核燃料集合体を交換しただけであった。
  - この事故が明らかになったのは、当時、雑誌『展望』に「原子力戦争」（講談社文庫に収録）を連載していた田原総一朗に宛てて内部告発[26]があったためである。田原はこれを「美浜一号炉燃料棒事故の疑惑」（『原子力戦争』講談社文庫に収録）として明らかにした。これを受けて、衆議院議員の石野久男が衆議院科学技術振興対策特別委員会などで追及した結果、原子力委員会はこの事故を認めた。しかし、原子力委員会が認めたのは1976年12月7日であり、事故が発生してから4年近く経った後であった。
  - 内部告発では、この事故は核燃料棒が溶融したものと指摘していたが、原子力委員会の発表ではこれは溶融ではなく「何らかの理由で折損」したものであり、「重大な事故ではない」としている。しかし、田原はこの発表に対し「原子力戦争」の追記で、「この発表の内容はもとより発表前後の経過にも、つじつまの合わない点や新たな疑惑が数多く指摘されており」と疑問を投げかけている。
- 1991年2月9日
  - 2号機の蒸気発生器の伝熱管1本が破断し、原子炉が自動停止、緊急炉心冷却装置 (ECCS) が作動する事故が発生した。この事故は日本の原子力発電所において初めてECCSが実際に作動したものである。
  - 事故の原因は、伝熱管の振動を抑制する金具が設計通りに挿入されておらず、そのため伝熱管に異常な振動が発生し、高サイクル疲労（金属疲労）により破断に至ったものと判明した。この金具は点検対象とされていなかったことも一因とされる[27]。
  - この事故により微量の放射性物質が外部に漏れたが、周辺環境への影響はなかったと発表されている。また、美浜沖の海水から、通常なら数Bq/Lより少ないトリチウムが、2月10日に470Bq/L、2月18日にも490Bq/L検出された[28]。
  - 国際原子力事象評価尺度（INES）はレベル2と判定された。
  - 事故後、定期検査も重なり、約3年6か月間運転が停止されていた[16]。
- 1992年7月30日
  - 1号機が蒸気発生器伝熱管漏洩により約4か月間運転が停止された[29]。
- 2000年4月7日
  - 運転中に一次冷却水のホウ酸水が漏洩し原子炉を手動停止した[30]。
- 2003年5月17日
  - 2号機の高圧給水加熱器の伝熱管に2か所の穴が開いた。放射性物質の外部への漏れはない。
- 2004年8月9日
  - 3号機二次冷却系の復水系配管が通常運転中に破裂する事故が発生した。（後述）

### 2004年蒸気噴出事故

#### 事故
2004年8月9日午後3時半頃、通常運転中の3号機二次冷却系の復水系配管が第4低圧給水加熱器と脱気器との途中で突然破裂し、高温高圧の二次系冷却水が大量に漏れ出して高温の蒸気となって周囲に広がった。事故当時、現場のタービン建屋内では、定期点検の準備のため、211人が作業をしており、問題の配管室内には11名の作業員がいた。事故直後に死亡した4名の死因は全身やけど（熱傷）および、ショックによる心肺停止で、ほぼ即死に近い状態だったとされる。また、事故から17日目の8月25日には、全身やけどを負っていた作業員1名が死亡したため、最終的には死亡5名・重軽傷6名となった。美浜発電所の加圧水型原子炉は、放射性物質を一次冷却系内に留めるよう設計されているため、この事故での汚染や被曝者はいない。

#### 原因
炭素鋼製の直径55cm、肉厚10mmの配管の内面が腐食などによって減肉し、事故当時は肉厚1.4mmにまで減肉していた。150℃10気圧という運転圧力と流体振動に耐えられずにこの部分の上側を起点に大きく破裂したと考えられる。
破裂箇所の上流側には圧力差から流量を計測するためのオリフィスと呼ばれる狭窄部が設けられており、ここで生じた渦によるキャビテーションが徐々に配管内面を削り、運転開始から28年の後に遂に強度的に耐えられなくなったと考えられている。
本来は肉厚4.7mmまで減肉してしまう前に予防措置をとるという内部規則があり、1989年には配管を検査し1991年には取り替えることになっていたにもかかわらず、関西電力と検査会社（三菱重工業と日本アーム）の見落しで点検台帳に登録されておらず、この個所は稼動以来の27年間一度も点検さえ行われていなかった。当時の二次冷却系の冷却水は水質に問題があり、さびに弱い安価な炭素鋼製の鋼管に、オリフィスによるエロージョン・コロージョンが生じたということで原因の説明はついたが、他の多くの原子炉もまた同様の環境下にあって、確かに本事故後の検査では同種の減肉がいくつも発見されたが、美浜原発3号機の減肉は特に大きく、それらの違いの原因は明確ではない。冷却系配管の減肉自体は原子力発電所固有のものではなく、火力など他の冷却水配管を用いるプラントでも、管理が不十分であれば同様の事故が起こりうる。

#### 事後処理
運転中の原子力発電所における死亡事故としては国内初、原子力関連施設での死者としては東海村JCO臨界事故以来7人目であり、関西電力の危機管理能力が問われている。
この事故は原子力施設における労働災害として極めて重大であり、国内の原発事故史上初の「重大災害対策本部」が設置される事態となった。その後、原子力安全・保安院、厚生労働省福井労働局、警察当局が原因究明や関西電力の安全管理体制と責任について調査している。放射線被曝による死亡事故ではないため、国際原子力事象評価尺度での事故評価は「0+」となっていたが、後に安全管理不適切として「1」に変更された。原子力安全・保安院によって全国すべての原子力発電所、火力発電所についても調査し、不備があるところは指導をすることになった。

## 地震対策
美浜発電所における、想定される地震の強さは750ガル、津波の高さは1.53mから1.57mである。
2011年4月に可搬式の発電機、および同年9月に空冷式の発電機の搬入がされた。さらに増設予定で、中には海抜32メートルの位置に設置することも検討中である。詳しい設置については今後検討する予定である。
さらに福井県側からも、県内の原発の耐震、津波、冷却系などのバックアップの見直しを指示したとしている。